# Fenimorea halidorema
Fenimorea halidorema is een slakkensoort uit de familie van de Drilliidae. De wetenschappelijke naam van de soort is voor het eerst geldig gepubliceerd in 1940 door Schwengel.